# 有害都市
『有害都市』（ゆうがいとし）は、筒井哲也による日本の漫画作品。
集英社『ジャンプ改』で2014年5月号から連載されていたが、雑誌の休刊に伴いウェブコミックとして『となりのヤングジャンプ』に移籍、同サイトで『ジャンプ改』掲載分の第7話までを再公開した後、2015年2月から新エピソードを連載し10月9日更新分の第16話で完結した。この他『週刊ヤングジャンプ』2014年52号にプロローグ編として本編の5年前（2014年）を舞台とする第0話が読み切りとして掲載された。

## 概要
2009年に『マンホール』で長崎県の青少年保護育成条例に基づく有害図書指定を受けた経験を持つ作者が、公権力の表現規制によってディストピア化した近未来の日本で有害指定制度の壁に直面する漫画家の苦悩を主人公が描く連載漫画『DARK WALKER』の場面を劇中劇として交えながら描いている。
2015年1月28日に『となりのヤングジャンプ』で公開された第7話「コミックス・コード」（『ジャンプ改』最終号の再掲載）では、日本の漫画を愛好し翻訳漫画専門出版社を起業したというアメリカ人編集者が登場し、1950年代から1960年代前半の米国で事実上の検閲制度として機能したコミックス倫理規定委員会がアメリカン・コミックス（アメコミ）の表現に負の影響を及ぼしたことを説明するくだりがあるが、その中で特にコミックス・コード成立後のアメコミにはスーパーヒーロー物しか存在しないかのように受け取れる台詞が事実とかけ離れているとして、Twitterを中心に抗議が相次いだ。作者と編集部は「おわび」のコメントを公表し、現在の公開版では該当箇所の描写が修正されている。
日本以上に筒井作品の人気が高いフランスでは2015年3月にコミックスの上巻が日本より1か月早く先行発売され、7月にはアジアのバンド・デシネを対象とするコミック評論家・ジャーナリスト協会賞（ACBD）で最優秀作品賞を受賞。日本では2017年に第20回文化庁メディア芸術祭マンガ部門優秀賞を受賞した。

## ストーリー
東京オリンピック開催を翌年に控えた2019年の日本では「環境浄化」が声高に叫ばれ、それまで都道府県の条例に委ねられていた有害図書指定制度を一元化する「有害図書類指定制度に関する新法」（通称「健全図書法」）が成立・施行されていた。
アシスタントを経て小英社の青年漫画雑誌『週刊ヤングジャンク』でホラー・アクション『DARK WALKER』の初連載が決定した漫画家の日比野幹雄と担当編集者はヒットを確信していたが、連載1回目にして有識者会議委員長で元文部科学大臣の故寺修からの圧力で掲載号が回収されることになってしまう。編集部の判断で連載はウェブコミックへ移籍して継続され、日本漫画翻訳専門出版社・カミカゼマンガと配信契約を結ぶことになった。日比野は来日したカミカゼマンガ代表のアルフレッド・ブラウンからの激励を受け、かつてのアメコミと同様に規制の嵐が吹き荒れる中で「自分が本当に描きたい漫画」を追い求めて筆を執る。

## 登場人物

### 漫画家・編集者
小英社の青年漫画雑誌『週刊ヤングジャンク』の漫画家と編集者。
日比野 幹雄（ひびの みきお）
主人公の漫画家。32歳。アシスタントを経て小英社『週刊ヤングジャンク』でデビューし、ホラー・アクション『DARK WALKER』で初連載を獲得するが、連載1話目にして有識者会議委員長の圧力で掲載号が回収に追い込まれてしまう。
比嘉 忠岑（ひが ただみね）
日比野の担当編集者。42歳。ドーナツが好物で、仕事上のストレスからヤケ食いを続けた結果5年前に比べて別人のように太ってしまった。健全図書法の施行後、法務部から相次ぐ掲載作品の描写に対するクレームに対して頭を悩ませている。
松本 慎吾（まつもと しんご）
日比野の先輩に当たる漫画家。ヒットメーカーで漫画賞の審査員も務めていたが、前作『イノセンス』の激しい児童虐待の描写を理由に「有害作家」指定を受けて人格更生プログラム受講を義務付けられた。ペンネームを変えてコミカライズで現場復帰の話が来ているが、有害指定制度に対しては「長いものには巻かれろ」的な立場を取っている。

### 有識者会議
健全図書法に基づいて設置されている有害図書指定の諮問会議。
故寺 修（ふるでら おさむ）
有識者会議委員長。滫嬰文化大学教授で、元文部科学大臣。「未成年者の凶悪犯罪は漫画やアニメを始めとする有害なメディアによって引き起こされている」と確信しており、会議の外でも目に付いた漫画の描写に対して出版社社長に内容証明で直接クレームを入れて来る。
プロローグ編によれば、5年前に一人息子が『週刊ヤングジャンク』の漫画賞で審査員特別賞を受賞したことを機に漫画家を志し、大学を中退している。
金木 鈴（かねき りん）
東京都浄化運動推進委員を務める女性活動家。児童ポルノ禁止法の強化に血道を上げており、公園に設置されていた小便小僧を強制撤去させるなど実在・非実在関係無しに子供の裸を目の敵にしている。
綾本 清志（あやもと きよし）
クールジャパン普及委員会代表を兼務する音楽プロデューサー。「クールジャパンにエログロは不要」と断言し、会議では常に規制を推進する側である故寺や金木の意見に同調している。
戸田 ユキヲ（とだ ユキヲ）
劇作家・小説家。有識者会議委員では唯一の規制に慎重な立場を採っているが、その意見が考慮されることは無く自分の意見が「ガス抜き」としてしか機能していないことに不満を持っている。

### その他の人物
アルフレッド・ブラウン
米国の翻訳漫画専門出版社・カミカゼマンガの代表。少年時代から日本の漫画をこよなく愛しており、趣味が高じてカミカゼマンガを立ち上げる。ウェブ連載に移行した『DARK WALKER』を読んで日比野の才能を見抜き、配信契約を結ぶために来日する。

## 単行本
筒井哲也『有害都市』 集英社〈ヤングジャンプ・コミックス〉、全2巻
1. 上巻 2015年4月17日初版 ISBN 978-4-08-890046-9
2. 下巻 2015年12月18日初版 ISBN 978-4-08-890253-1

フランスではKi-oonが日本での単行本発売に先駆け、2015年3月12日からフランス語版『Poison City』（ペーパーバック・ハードカバーの2種類）を刊行している。